# 芝尚子
芝 尚子（しば ひさこ、1958年9月6日 - ）はフリーアナウンサー。現在は主にQVCでナビゲーターを担当。

## 来歴・人物
- 愛媛県北宇和郡出身[1]。明治大学卒業[1]。在学中はアナウンス研究会に所属。
- 1981年に南海放送入社[1]。
- 南海放送退社後の1989年からフリーとなり、文化放送「走れ!!歌謡曲」日曜早朝などを担当。

## 過去の主な担当番組

### 南海放送在籍時

#### ラジオ
- CHAKOのサウンド・クリッパー
- 夜のもっとスタジオ[1]
- チャコのサンデーストライカー[1]

#### テレビ
- なんかいNEWS5:30[1]
- 全国高校野球選手権大会

### フリー転向後
- 走れ!歌謡曲（文化放送）
- ビッグバン・トーキョー（TOKYOFM）
- Twilight 7～オール･リクエスト･タイム～（JFN）
- サンデー強啓 本日発売（TBSラジオ）